# L'Amazone (Modigliani)
Pour les articles homonymes, voir L'Amazone et Amazone.
L'Amazone est une peinture à l'huile sur toile de 92 × 65 cm réalisée en 1909 par le peintre italien Amedeo Modigliani. 

## Présentation
Elle fait partie d'une collection privée. 
C'est Jean Alexandre, frère de Paul Alexandre, le médecin ami et collectionneur de l'artiste, qui poussera son amante la baronne Marguerite de Hasse de Villers, passionnée par la cavalerie, à voir son portrait réalisé par Modigliani. 
Quelques heures avant de livrer l'œuvre à sa future propriétaire, Modigliani décide de la retoucher. Dans l'idée de créer un fort contraste, il change la couleur de la veste, rouge ou verte selon les sources, pour celle que l'on connaît aujourd'hui, couleur qui n'est pas portée par les cavaliers. Mécontente, l'acheteuse refuse la toile, c'est finalement Paul Alexandre qui l'achètera.  